# O Filme (Setúbal)
O Filme : semanário de propaganda cinematográfica teve origem em Setúbal em 1934. A sua direção foi levada a cabo por Miguel Manjúa e a sua edição por Jacques T. da Silva.